# Il segreto di Lady Audley
Il segreto di Lady Audley è un romanzo di Mary Elizabeth Braddon, scritto nel 1862. Esso venne originariamente pubblicato in tre volumi contemporaneamente a una versione serializzata, pubblicata a puntate sui giornali britannici Robin Goodfellow e Sixpenny Magazine
Il romanzo segue le vicende dell'avvocato Robert Audley nel tentativo di scoprire cosa è successo al suo amico George Talboys e chi Lucy Audley, la moglie di suo zio, è in realtà. Durante la sua ricerca, Robert deve fare i conti con le menzogne, l'inganno, e anche un tentativo di ucciderlo. Sebbene il romanzo trattasse di bigamia e tentato omicidio, considerati immorali al momento della pubblicazione, ebbe un grande successo. È stato in stampa fin dalla sua prima pubblicazione.

## Analisi e temi
Il segreto di Lady Audley gioca sulle inquietudini vittoriane riguardanti la sfera domestica. La casa è considerata essere un rifugio dai pericoli esterni. Tuttavia, in questo racconto, la donna apparentemente perfetta si rivela essere una violenta criminale che non solo ha cercato di commettere omicidio, ma ha anche commesso bigamia e abbandonato il suo bambino. I crimini di Lady Audley perturbano la sfera domestica e rimuovono la sicurezza della casa. Questo fu molto inquietante per i lettori vittoriani perché chiarì che i concetti di "donna/madre perfetta" e "tranquillità casalinga" sono stati più idealistici che realistici.
Inoltre, le crescenti preoccupazioni causate dall'urbanizzazione della Gran Bretagna sono evidenti: Lady Audley è in grado di cambiare la sua identità in una città, dove ognuno è effettivamente anonimo. La piccola cittadina di Audley non è più un rifugio dove ognuno conosce i suoi vicini. Gli abitanti di Audley devono accettare ciò che Lucy Graham racconta di se stessa, in quanto essi non hanno altro modo di identificarla. Altre inquietudini sulla sua identità instabile compaiono in tutto il romanzo: ad esempio, la cameriera di Lady Audley, salvo senza trucco e tinture per capelli, assomiglia Lady Audley.

## Filmografia
Il romanzo ebbe diversi adattamenti per lo schermo, dal 1912 in poi:
- Lady Audley's Secret di Herbert Brenon e Otis Turner con Jane Fearnley (1912)
- Lady Audley's Secret di Marshall Farnum, con Theda Bara (1915)
- Lady Audley's Secret di Jack Denton con Margaret Bannerman (1920)
- Lady Audley's Secret (2000)